# 汤川秀树

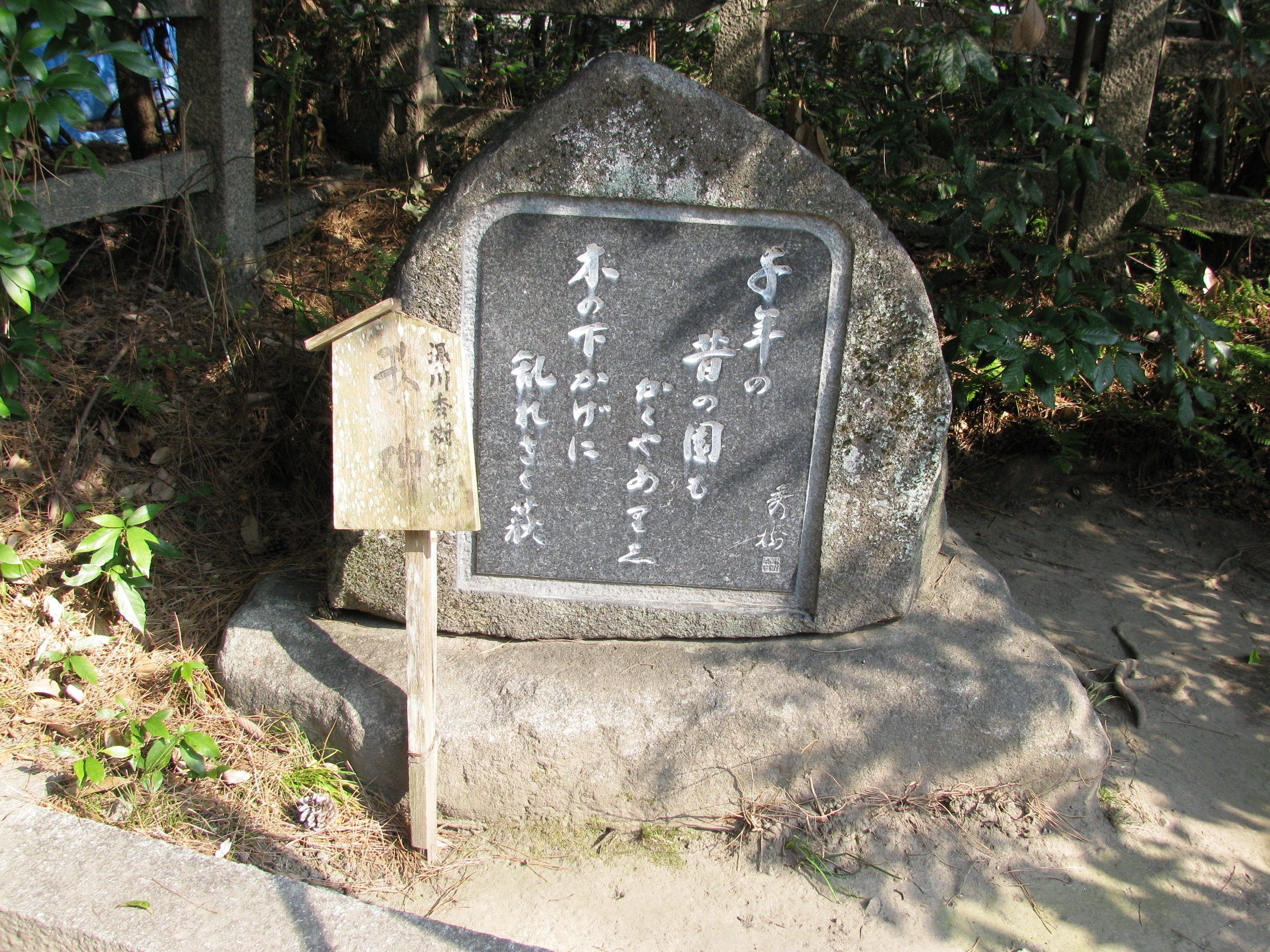
位於京都市上京區梨木神社内的湯川秀樹歌碑

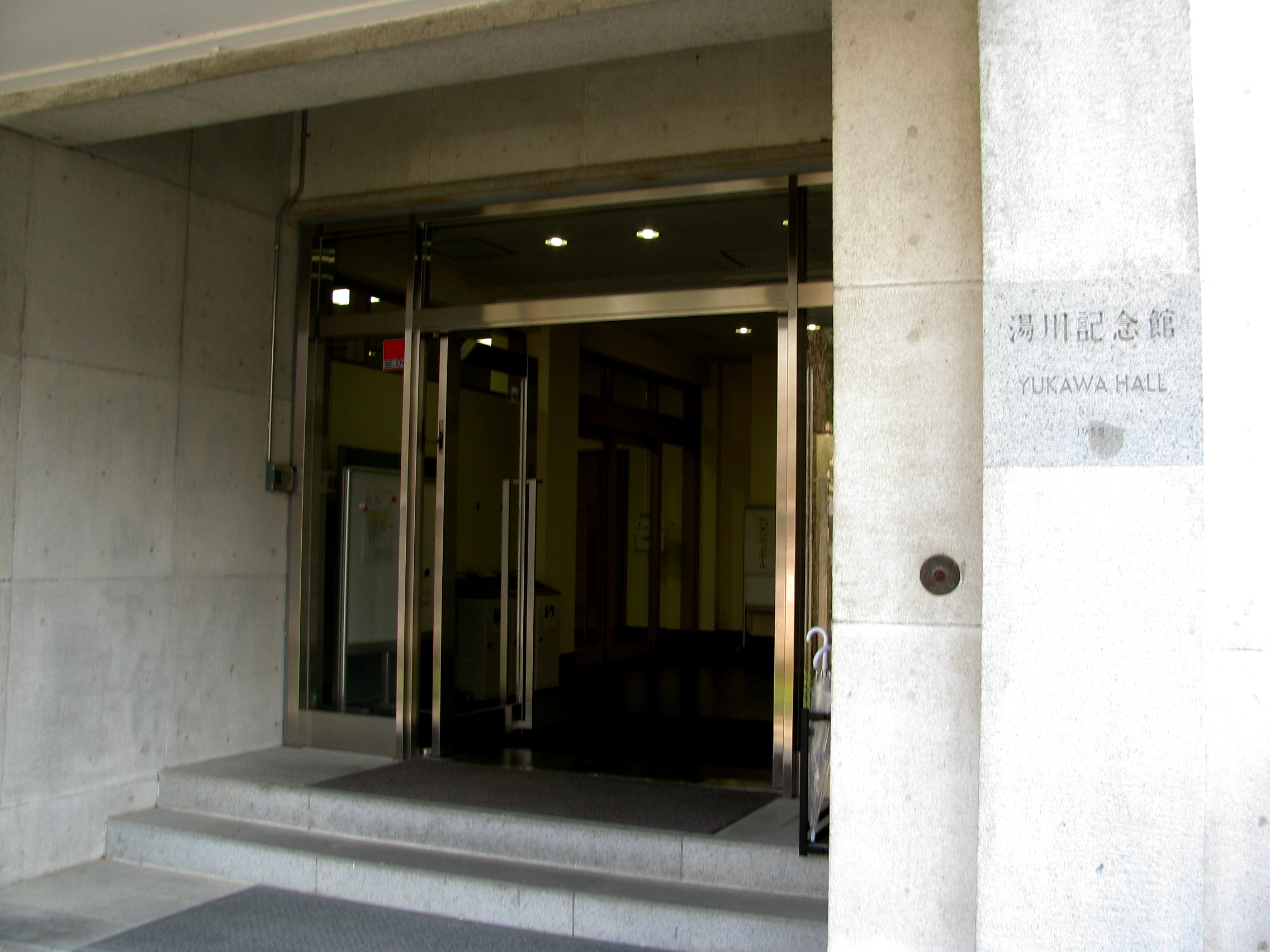
設立在京都大學內的湯川紀念館入口

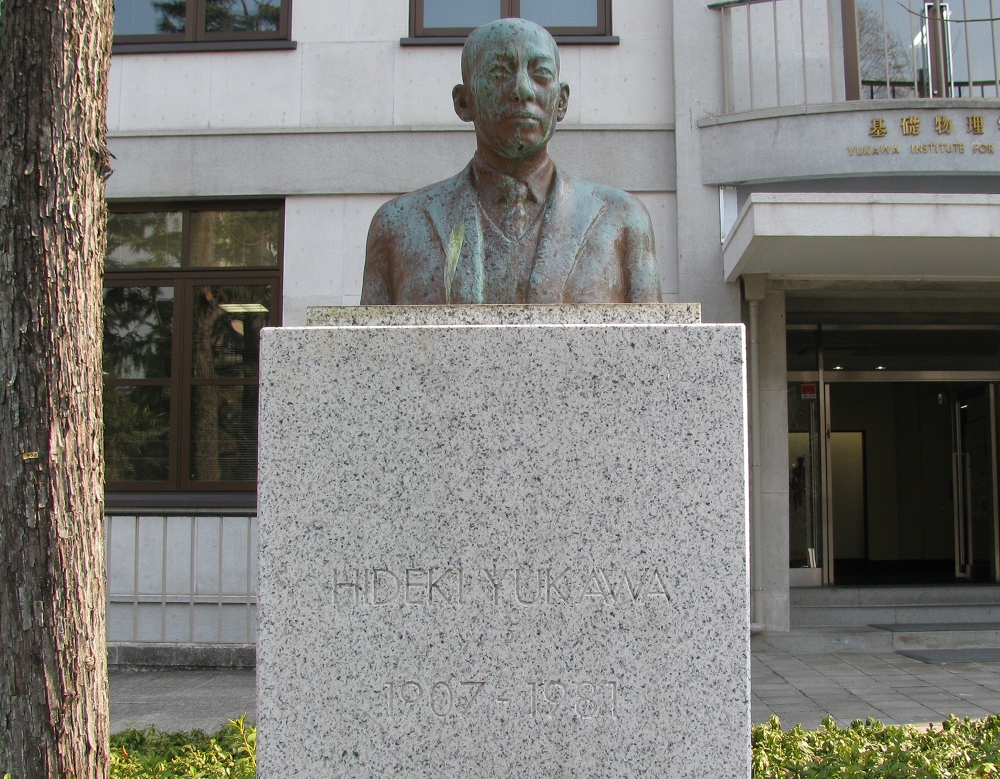
湯川紀念館前的湯川秀樹銅像

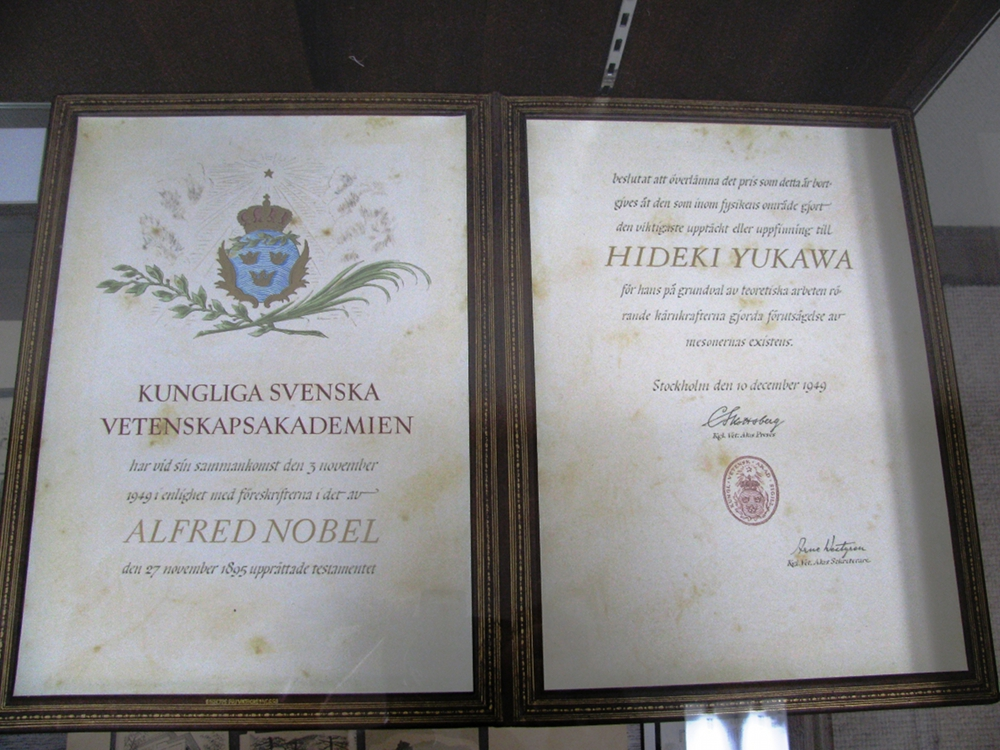
湯川秀樹獲得的諾貝爾獎證書

湯川秀樹（日语：／ Yukawa Hideki ?，1907年1月23日—1981年9月8日），ForMemRS，日本理论物理学家，理學博士。歷任京都大學、大阪大學名譽教授。京都市榮譽市民。勳一等旭日大綬章、文化勳章表彰，追贈從二位。
湯川研究位在原子核內部使質子與中子結合的強交互作用，並在1935年發表推測其之間應有介子的存在。1947年，英國物理學家塞西爾·鮑威爾從宇宙線中發現π介子，同時也證明湯川的理論。因此，湯川在1949年成為首位日本人諾貝爾獎得主。

## 生平

### 早年經歷
1907年，出生於東京府東京市麻布區市兵衛町（現今東京都港區六本木），是地質學家小川琢治和妻子小雪所生的第三位男孩。
1908年，在誕生一年兩個月後，伴隨著父親琢治就任京都帝國大學的教授，一家人搬遷往京都府京都市居住。此後，從一歲到大學時期都在京都度過，雖然大學畢業後有到大阪和西宮住過的經歷，但是他人生中的大部分時間都待在京都。湯川在自傳中也表示，他的記憶是從搬家至京都後才開始。
母親家的祖父小川駒橘是前紀州藩的武士，因此湯川家裡介紹祖先是「和歌山出身」，此外由於也與企業家松下幸之助出身同地，祖籍地有「松下幸之助誕生地」的石碑，上面的字是由同鄉湯川本人所題。
五六歲左右，跟著祖父駒橘學習背誦四書。駒橘的漢學素養豐富，也對洋學頗有鑽研，甚至還會閱讀當時的泰晤士報。湯川在自傳中這樣記述：「我不覺得這時候背誦漢文典籍毫無用處。……雖然不明白其中的意義，但是從漢文典籍中得到很大的收穫。在之後閱讀大人的艱深書籍時，完全沒有抵觸，因為已經習慣了漢字。習慣是一種令人畏懼的東西，僅僅跟著祖父的聲音來背誦，在不知不覺中培養出的對漢字的親近感也讓之後讀書變得更容易。」
1919年，進入京都府立京都第一中學校就讀。中學時期，湯川在班上並不起眼，被暱稱為「權兵衛」。。此外，從記事起就不太會說話，對麻煩的事情全都以「不說」一句解決，所以又被稱作是「Iwanchan」（言わん的日語讀音），不過曾經一段時間自己以為指的是托爾斯泰所著的短篇故事愚蠢的伊凡。湯川的父親也因為他個性沉默，「不知道在想什麼」而對他比較疏遠，同時認為他的能力不如其他兄弟，曾經一度打算讓他放棄升上大學，轉而改讀專門學校。。京都一中的同期生裡有許多學者的孩子，之後也同樣成為學者占了不少數。另外，1965年亦獲頒諾貝爾物理學獎的朝永振一郎與湯川為一中的一年上、三高、京都帝國大學同期生。

### 職業生涯
1929年，從京都帝國大學理學部物理學科畢業，轉任同大學玉城嘉十郎研究室的助手。1932年，成為京都帝國大學講師。1933年，於東北帝國大學召開的「日本數學物理學會年會」上與當時身為大阪帝國大學理學部物理學科（塩見理化學研究所）主任教授的八木秀次相識，在八木的幫助下兼任了該校講師一職。
在此期間，和大阪胃腸病院（1950年後改名為湯川胃腸病院）院長湯川玄洋的次女結婚，並入贅湯川家，由小川改姓為湯川。
在1935年，他在《日本数学和物理学会杂志》发表“关於基本粒子的相互作用”论文，解释了原子核之内质子与中子之间的相互作用，提出核子的介子理论并预言介子的存在。
1938 年，他因预言介子的存在和对核力性质的理论研究而获得大阪帝國大學理学博士学位。 这些研究成果是他后来获得诺贝尔物理学奖的原因。
1947年，英国的塞西尔·鲍威尔等人在宇宙射线中发现了π介子，证实了汤川的核子理论。汤川在1949年获得诺贝尔物理学奖，而鲍威尔也在1950年获得诺贝尔物理学奖。
除此之外，他还发表了多篇科学论文及讲义，包括《量子力学入门》（1946年）及《基本粒子理论入门》（1948年）等著作。

## 經歷
- 1907年：在东京出生。
- 1929年，22岁：京都帝国大学理学院毕业。
- 1932年，25岁：担任京都帝国大学讲师。与澄子结婚。
- 1933年，26岁：兼任大阪帝国大学讲师。
- 1935年，28岁：发表「关於基本粒子的相互作用」论文，提出核子的介子理论并预言介子的存在。
- 1936年，29岁：担任大阪帝国大学助理教授。
- 1938年，31岁：大阪帝国大学理學博士，論文題目「On the interaction of elementary particles」。
- 1939年，32岁：担任京都帝国大学教授。
- 1940年，33岁：获得日本学士院奖。
- 1943年，36岁：授获文化勋章。
- 1949年，42岁：担任哥伦比亚大学客席教授。获得诺贝尔物理学奖。
- 1953年，46岁：担任京都大学基础物理学研究所首任所长。
- 1955年，48岁：签署《罗素—爱因斯坦宣言》。
- 1981年，74岁：在京都逝世。

## 主要榮譽
- 1940年：恩賜獎
- 1941年：野間學術獎
- 1943年：文化勳章
- 1949年：諾貝爾物理學獎
- 1963年：倫敦皇家學會外籍會士[12]
- 1964年：羅蒙諾索夫金質獎章
- 1967年
  - 西德：功勳勳章
  - 羅馬教廷：科學院勳章
- 1977年：勳一等旭日大綬章
- 1981年：從二位

## 著作
- （讲谈社学术文库，ISBN 4061580949）
- （讲谈社学术文库，ISBN 4061581953）
- （角川ソフィア文库，ISBN 4041238013）中译《旅人：一个物理学家的回忆》（ISBN 9787537523349）
- （岩波新书，ISBN 4004150906）
- （山田英二、片山泰久共著，讲谈社现代新书，ISBN 4061154079）
- （中公新书，ISBN 412100132X）
- （北川敏男共著，中公新书，ISBN 4121002504）

- （岩波新书，ISBN 4004150906）
- （山田英二、片山泰久共著，讲谈社现代新书，ISBN 4061154079）
- （中公新书，ISBN 412100132X）
- （北川敏男共著，中公新书，ISBN 4121002504）